# Langley (constructor)
 Langley  va ser un constructor estatunidenc de cotxes de competició que va arribar a disputar curses a la Fórmula 1.
Langley va competir al campionat del món de la Fórmula 1 a 1 temporada, la de l'any 1950.
Va disputar només la cursa del Gran Premi d'Indianapolis 500, no competint a cap més prova del campionat del món de la F1.

## Resultats a la F1
| Temporada | Pilot        | G. Sortida | Classificació | Punts | Retirada | Resultats |
| --------- | ------------ | ---------- | ------------- | ----- | -------- | --------- |
| 1950      | Gene Hartley | 31         | 16            |       |          | Resultats |

## Palmarès a la F1
- Curses: 1
- Victòries: 0
- Podiums: 0
- Punts: 0